# Hispaniolamorkulla
Hispaniolamorkulla (Scolopax brachycarpa) är en nyligen beskriven förhistorisk utdöd fågel i familjen snäppor inom ordningen vadarfåglar. Den är endast känd från subfossila lämningar funna på Hispaniola.